# 2003 v loďstvech
Tento článek obsahuje významné události v oblasti loďstev v roce 2003.

## Události
30. srpna
- Vyřazená ruská jaderná ponorka K-159 projektu 627 „Kit“ (v kódu NATO: November) se potopila v Barentsově moři, když byla vlečena do přístavu Poljarnyj k rozebrání. Z deseti mužů na palubě se podařilo zachránit pouze jednoho.[1]

## Lodě vstoupivší do služby
- 12. března –  Takanami (DD-110) – torpédoborec třídy Takanami

- 13. března –  Onami (DD-111) – torpédoborec třídy Takanami

- 29. března –  HMAS Rankin (SSG 78) – ponorka třídy Collins

- 12. dubna –  USS Mason (DDG-87) – torpédoborec třídy Arleigh Burke[2]

- 18. června –  INS Talwar (F40) – fregata stejnojmenné třídy[3]

- 12. května –  Tornio (81) – raketový člun třídy Hamina

- 19. června –  HMS Albion (L14) – výsadkové plavidlo (Landing Platform Dock) třídy Albion

- 25. června –  INS Trishul (F43) – fregata třídy Talwar[4]

- 8. července –  Prometheus (A 374) – zásobovací loď třídy Etna

- 12. července –  USS Ronald Reagan (CVN-76) – letadlová loď třídy Nimitz

- 26. července –  USS Mustin (DDG-89) – torpédoborec třídy Arleigh Burke[5]

- 15. srpna –  HSV-2 Swift – rychlé transportní plavidlo

- 8. září –  ORP Bielik – ponorka třídy Kobben[6]

- 11. září –  USNS Benavidez (T-AKR 306) – transportní loď třídy Bob Hope

- října –  HMS Enterprise (H88) – výzkumná loď třídy Echo

- 4. října –  HMAS Parramatta (FFH 154) – fregata třídy Anzac

- 18. října –  USS Chafee (DDG-90) – torpédoborec třídy Arleigh Burke[7]

- 3. prosince –  Almirante Juan de Borbón (F102) – fregata třídy Álvaro de Bazán